# Tridentaria carnivora
Tridentaria carnivora är en svampart som beskrevs av Drechsler 1937. Tridentaria carnivora ingår i släktet Tridentaria, divisionen sporsäcksvampar och riket svampar.   Inga underarter finns listade i Catalogue of Life.